# حارة صافية طامش (صنعاء)
حارة صافية طامش هي إحدى حارات حي صافية طامش بضواحي الأمانة مديرية سنحان وبني بهلول، بلغ تعداد سكانها 837 نسمة حسب تعداد اليمن لعام 2004.